# سون لیانگ
سون لیانگ (۲۴۳ تا ۲۶۰)، با نام محترم زیمینگ، دومین امپراتور ووی شرقی در دوره سه امپراتوری بود. سون لیانگ جوانترین پسر و جانشین سون کوان، بنیان‌نهای ووی شرقی بود. او همچنین با نامهای شاهزاده کوایجی و مارکی هئوگوان شناخته شده‌است. سون لیانگ توسط برادرش سون شیو از حاکمیت ووی شرقی عزل شد.